# Murray Art Museum
Il Murray Art Museum (MAMA) è un museo d'arte moderna in Albury, nel Nuovo Galles del Sud (Australia).

## Storia
La collezione ebbe inizio nel 1947 con l'Albury Art Prize. Il 29 giugno 1981, la Galleria d'arte regionale di Albury fu aperta dal premier Neville Wran nell'ex edificio del municipio della città, sotto il governo del Consiglio comunale di Albury. Il municipio, essendo rimasto vuoto da quando i nuovi uffici della Camera del consiglio si aprirono in Kiewa Street nel 1975, offrì una casa permanente adatta per la collezione e la presentazione della città.
Nel 2016 Mama ha vinto il premio per la migliore mostra permanente, mentre la Zauner Construction ha vinto i Victorian Master Builder Awards 2016 per la riqualificazione di due edifici.

## Architettura
L'edificio che ospita la collezione è stato rinnovato completamente nel 2015. Il nuovo edificio è stato progettato dalla società di architetti NBRS and Partners, costruita da Zauner Construction e finanziato da vari donatori tra cui il governo locale del Nuovo Galles del Sud, la Mama Art Foundation e i donatori della comunità.
Gli edifici originali  che compongono la struttura attuale sono due edifici storici inclusi nella lista del patrimonio del governo locale: l'Albury Town Hall e Burrows House. Il museo attuale copre un'area di 2.036 m² con estensioni che collegano ed estendono entrambi gli edifici.
Il design finale incorpora una parete a doppio piano nel foyer che curva in entrambe le direzioni, una caratteristica che presentava la sfida di approvvigionare un rivestimento in legno in grado di essere manipolato per seguire la curva composta. I pannelli di impiallacciatura di legno si sono rivelati ideali in quanto questi prodotti potevano essere fabbricati con la capacità di essere attorcigliati e raggiungere questo obiettivo.

### Albury Town Hall
L'edificio attualmente occupato dal museo era il municipio originale della città. Il grande edificio doveva mostrare "energia, impresa e grinta" di un distretto che si riprendeva da tempi difficili. La sua costruzione venne affidata all'architetto di successo Gordon McKinnon e al costruttore locale Ernest W Sharp, secondo quanto riferito, che vinsero il contratto per £ 3707,00 sterline al termine di una competizione tenutasi a livello nazionale.
Un eccellente esempio dello stile classico libero dalla federazione, prevalente dal 1890 al 1915, fu descritto dal Consiglio del NSW Heritage come “un municipio designato esuberante e camere in stile barocco edoardiano con una profusione di padiglioni, palappetti di padigli ventilatori del tetto. ". Il municipio fu aperto ufficialmente il 17 luglio 1908 dall'allora premier del Nuovo Galles del Sud, onorevole Thomas Waddell. Venne utilizzato come ufficio di reclutamento e deposito della Croce Rossa durante le guerre mondiali, nonché come ufficio del consiglio e ufficio del turismo.
Attraverso il finanziamento del governo statale e locale, l'edificio ha subito un grande ristrutturazione tra il 1981-1984 dell'architetto, Rob Stynes, con consigli del primo direttore artistico regionale di Albury, Audray Banfield. La ristrutturazione comprendeva quattro spazi della galleria separati su due livelli e un giardino di sculture interne.

### Degrees of separation
Una delle più grandi commissioni scultoree di Matthew Harding è una serie di sculture in acciaio avvolgente di 30 metri su tutta la facciata posteriore dell'edificio appena esteso. Le sculture si illuminano e cambiano l'esterno della facciata dopo il tramonto.

## Collezione
Nel museo sono collezionate oltre 2.400 opere di artisti locali, principalmente fotografie e opere su carta, ma sono anche presenti sculture e dipinti. Durante la riqualificazione del monitoraggio archeologico sono stati scoperti dei resti della prima stazione telegrafica appositamente costruita per Albury e della veranda originale della Burrows House.
Sotto uno strato di argilla, sono stati ritrovati vecchi depositi di materiale di demolizione tra le basi di pietra. I manufatti trovati tra i mattoni rotti includevano: matite di ardesia, spille, pennini, pulsanti e altri piccoli oggetti.